# Arès
Arès egy franciaországi kisváros Gironde megyében, Aquitania régióban. Lakosainak száma 6477 fő (2022. január 1.).

## Földrajz
A Vizcayai-öböl mellett, az Arcachoni-öböl partján helyezkedik el.

## Adminisztráció
Polgármesterek:
- 2001–2020 Jean-Guy Perrière

## Demográfia
| Lakosok száma | 2741 | 3051 | 3911 | 5341 | 5806 | 6126 | 6308 | 6381 | 6413 | 6477 |
|               | 1968 | 1982 | 1990 | 2006 | 2013 | 2015 | 2017 | 2019 | 2020 | 2022 |

## Látnivalók
- Saint-Vincent-de-Paul templom 1868 és 1878 között épült.
- Ovniport

## Galéria

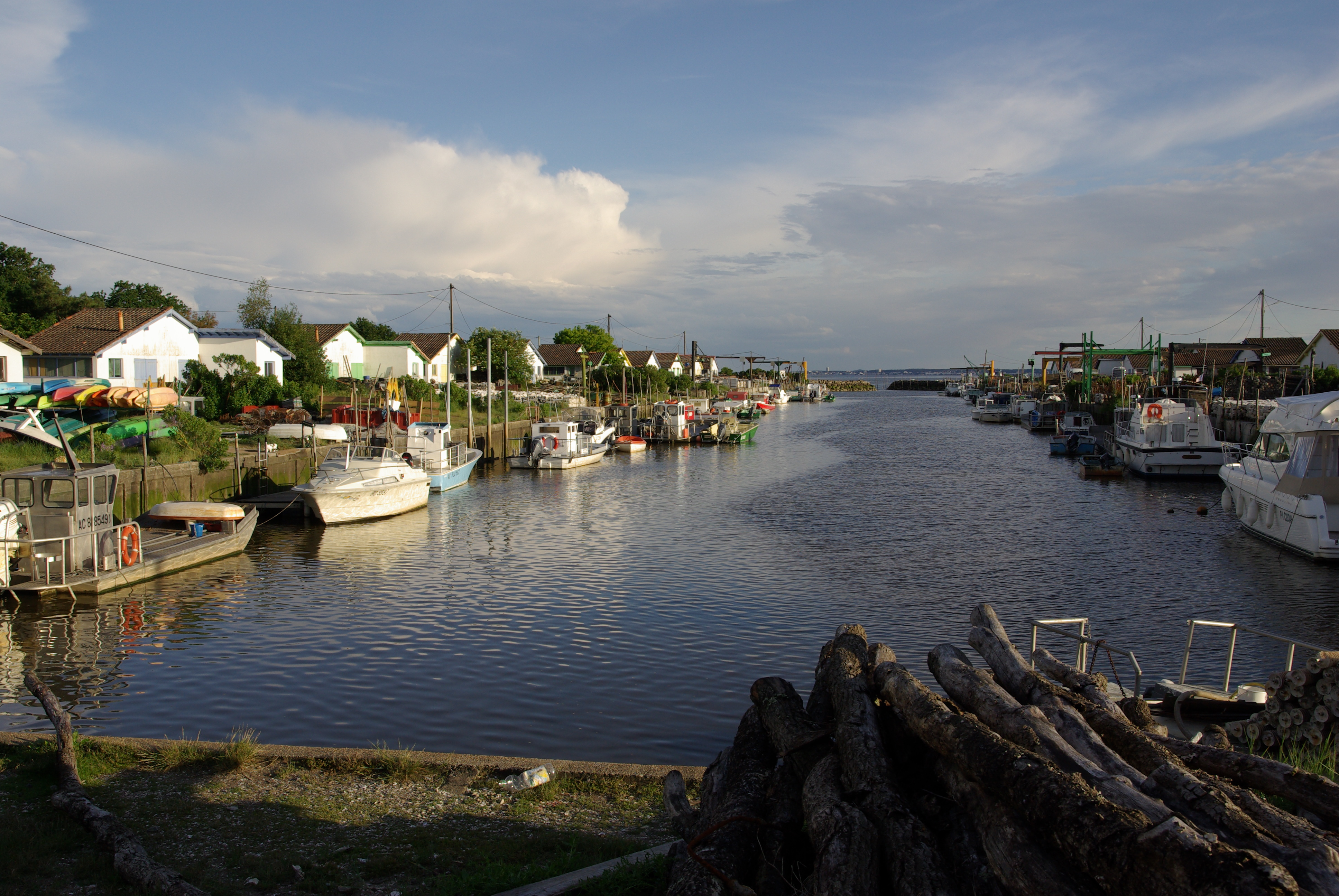
Kikötő
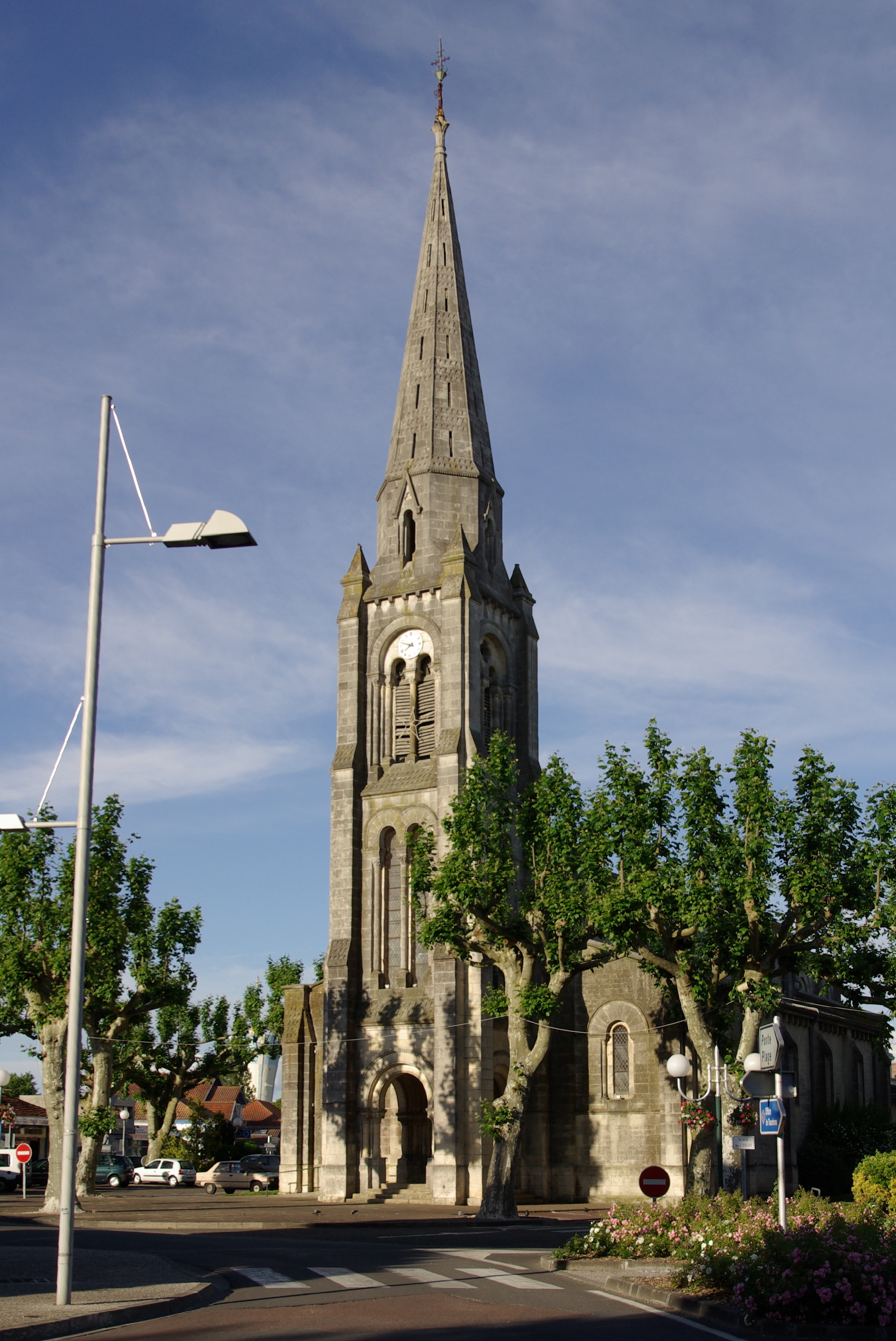
Templom
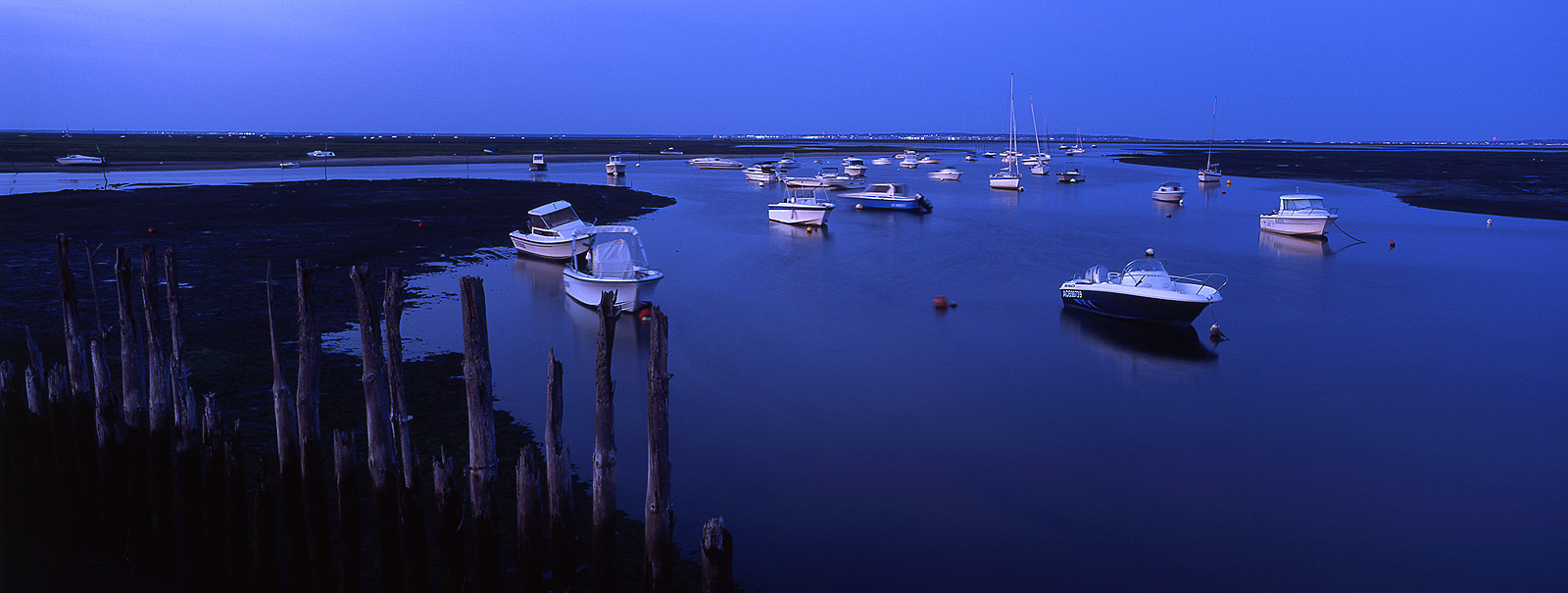
Kikötő panorámaképe
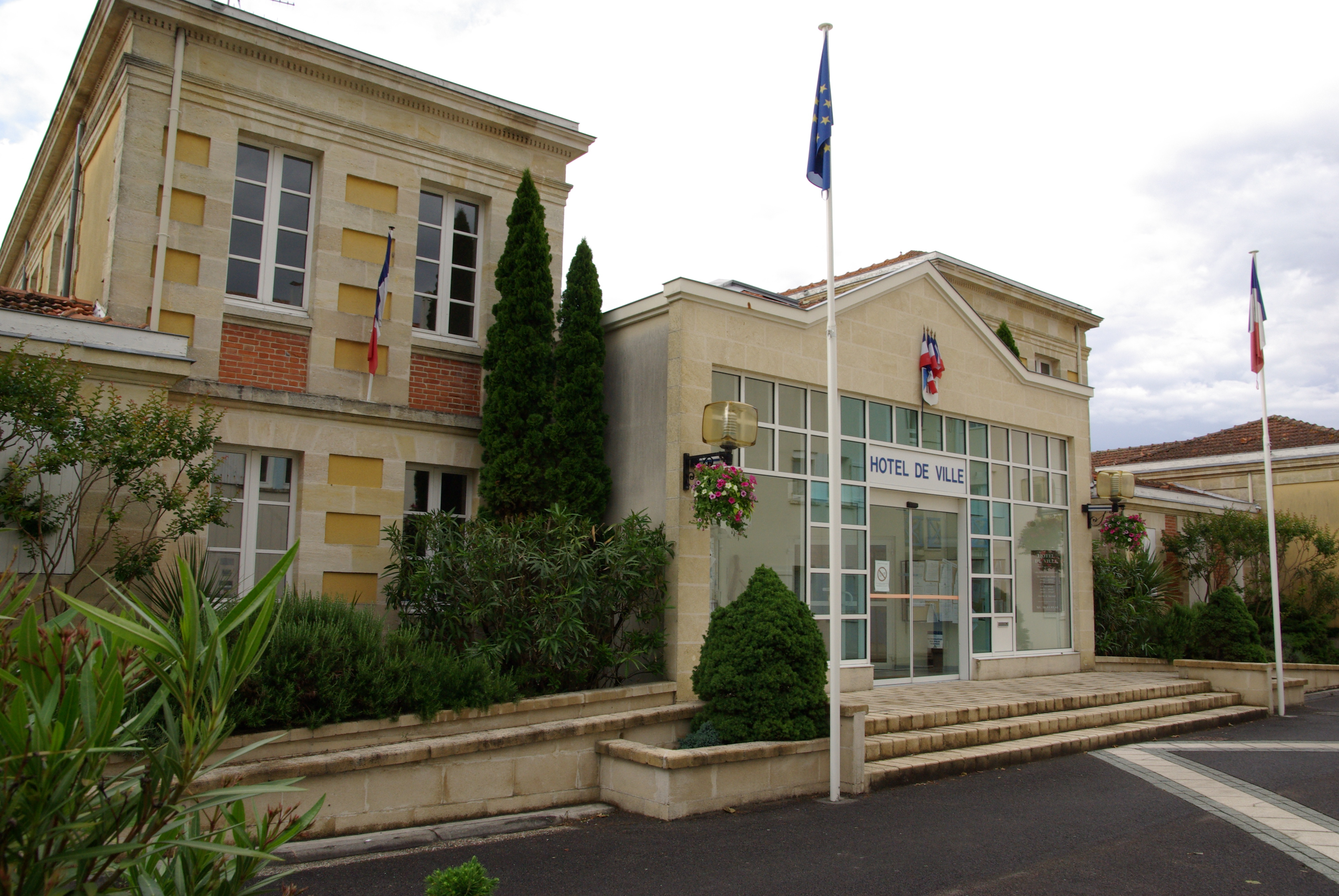
Városháza
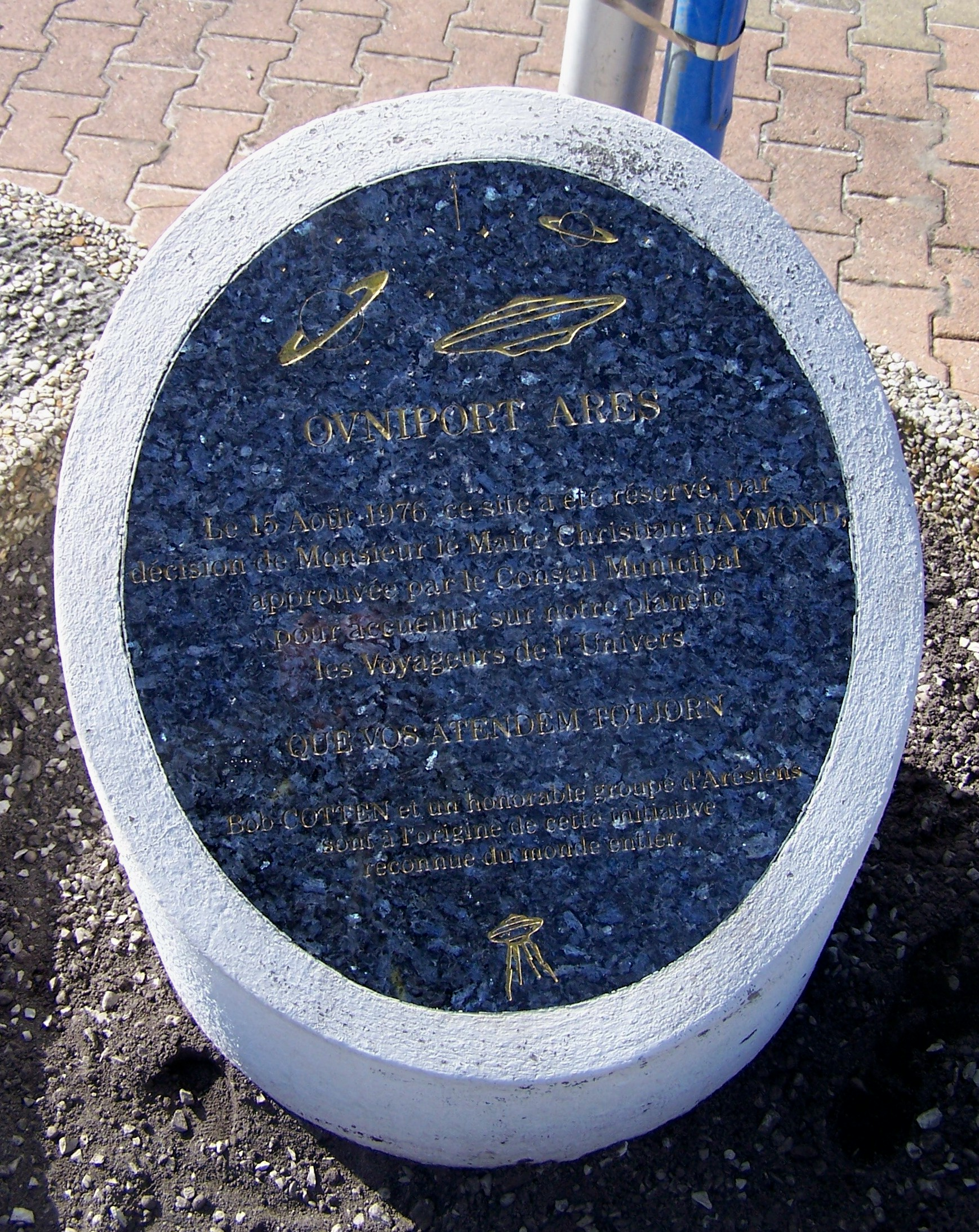
Oviport
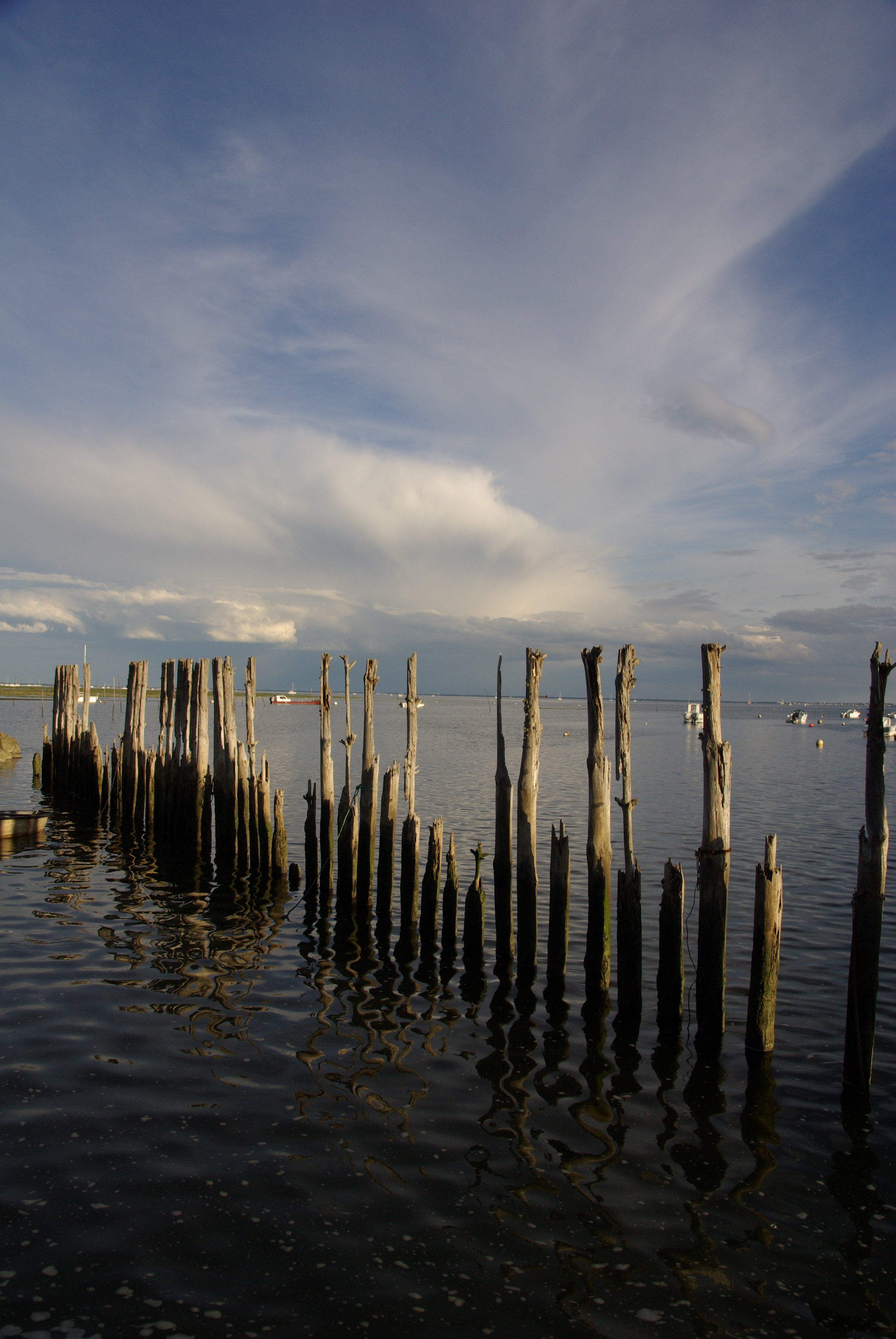
Bassin d'Arcachon
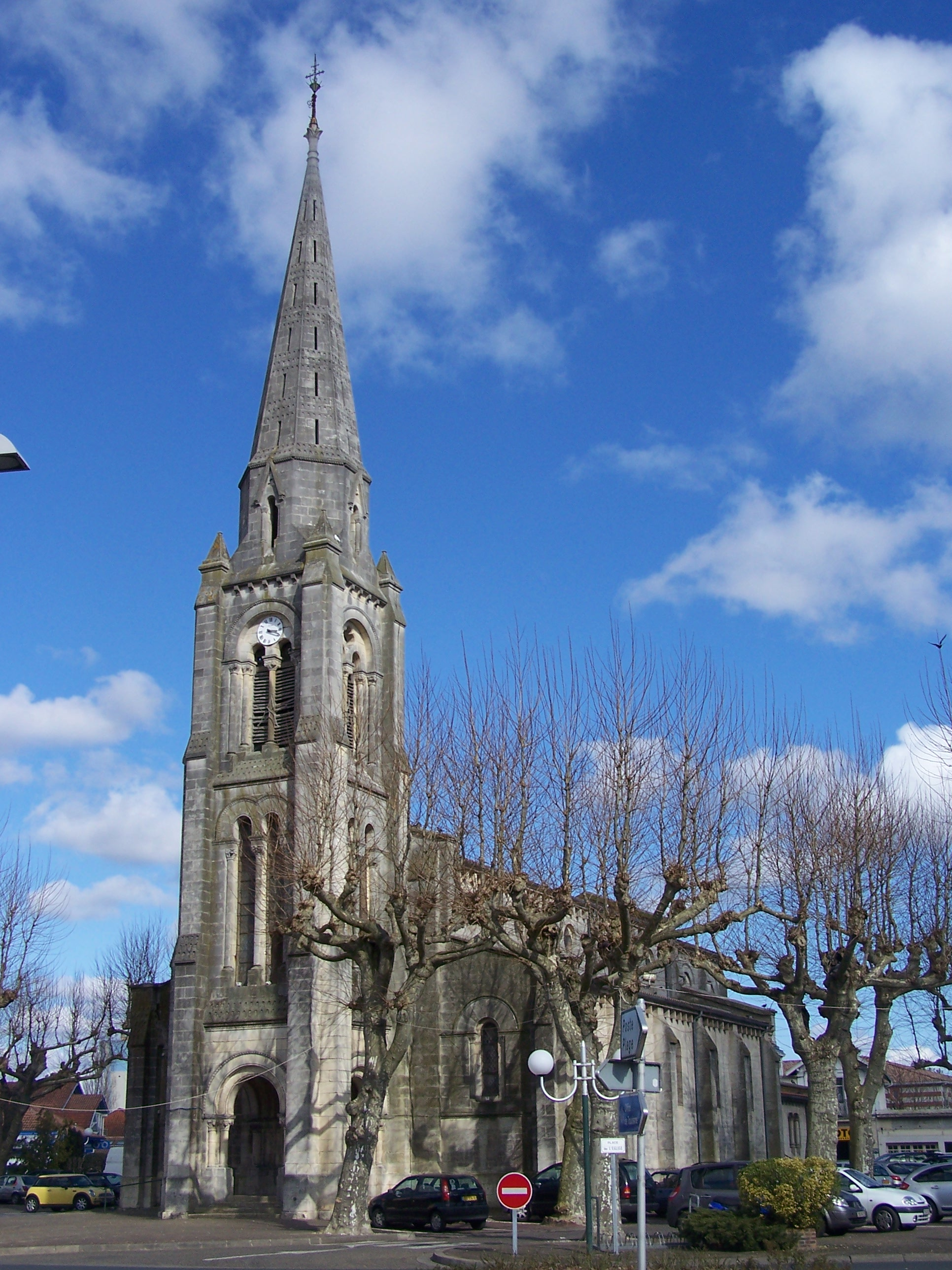
A Saint-Vincent-de-Paul templom
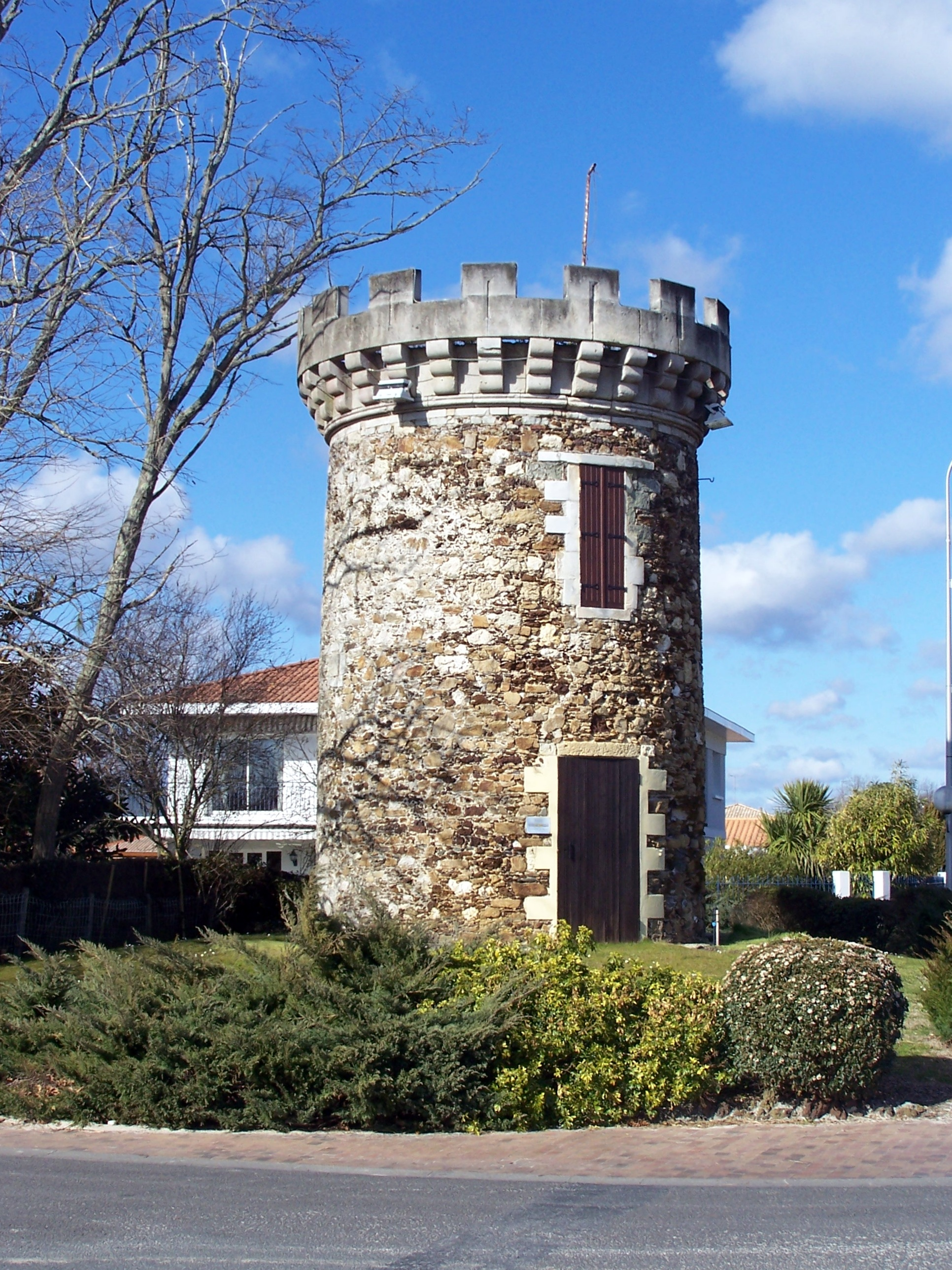
Arès torony
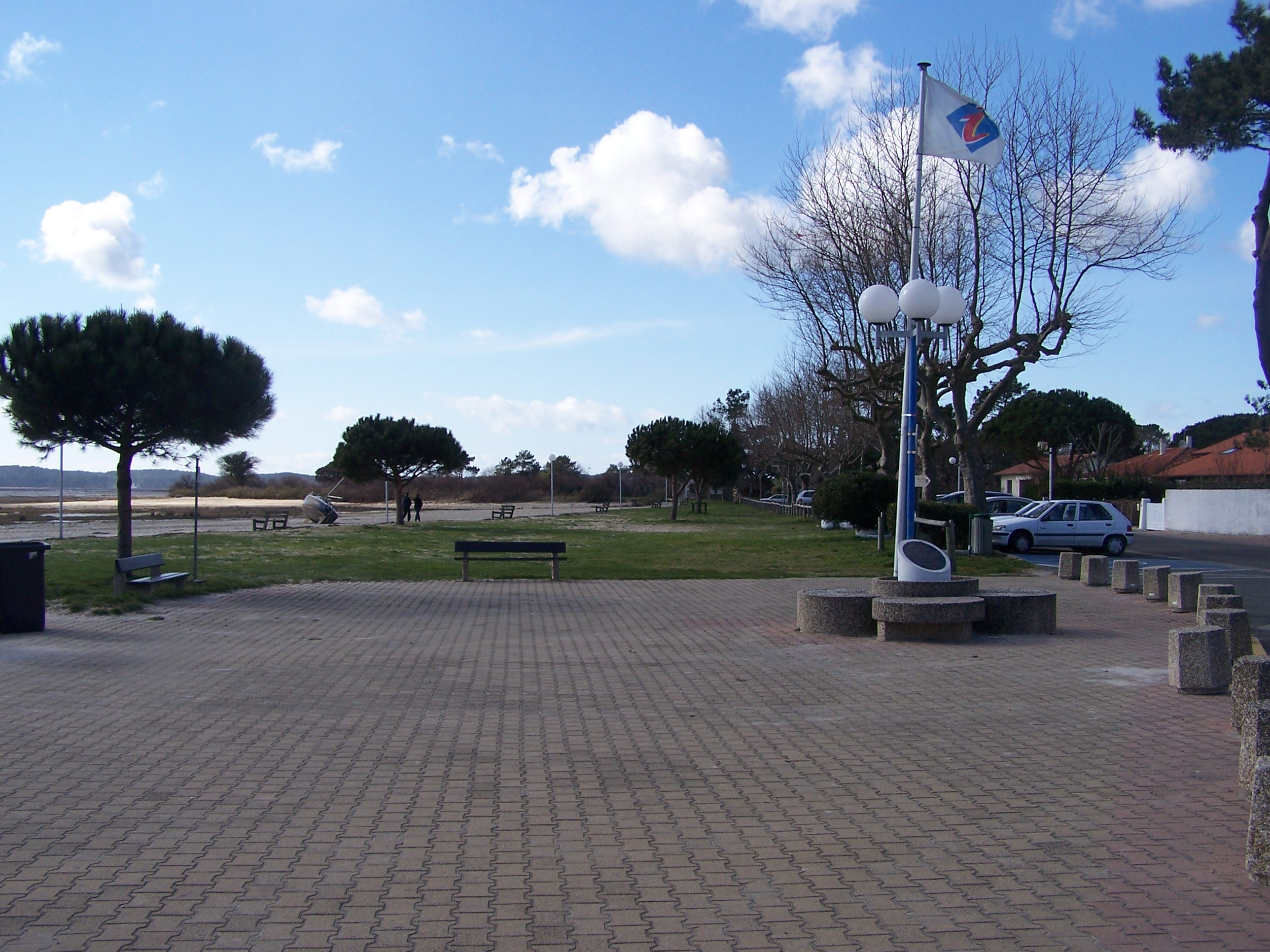
Ovniport
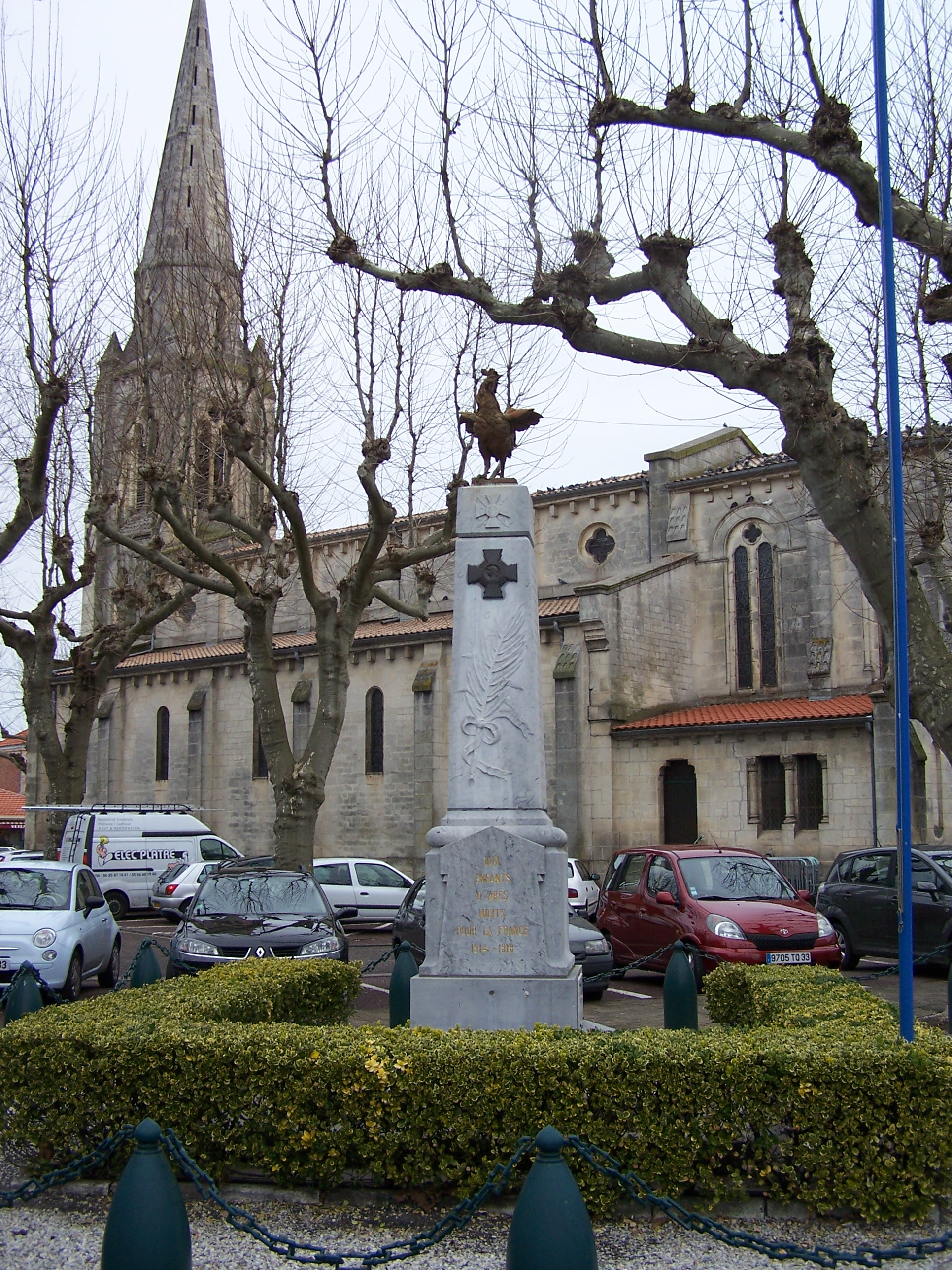
Emlékmű
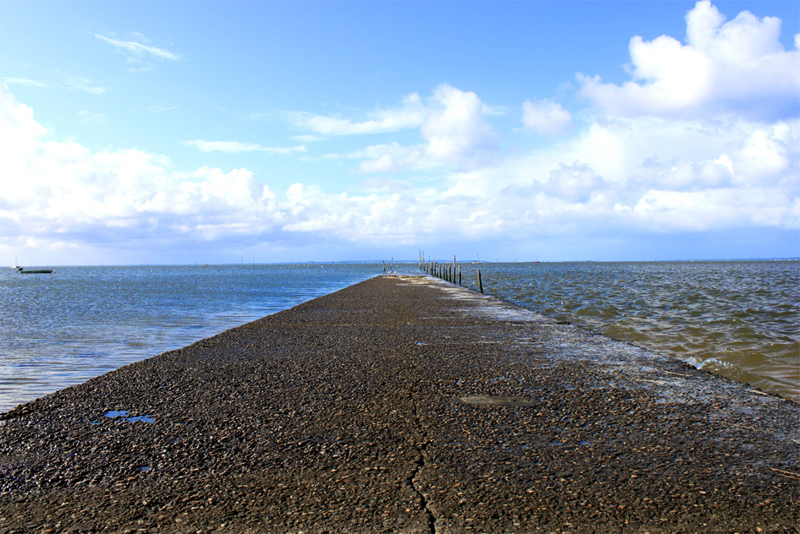
Dagály